# 바나나 케이크

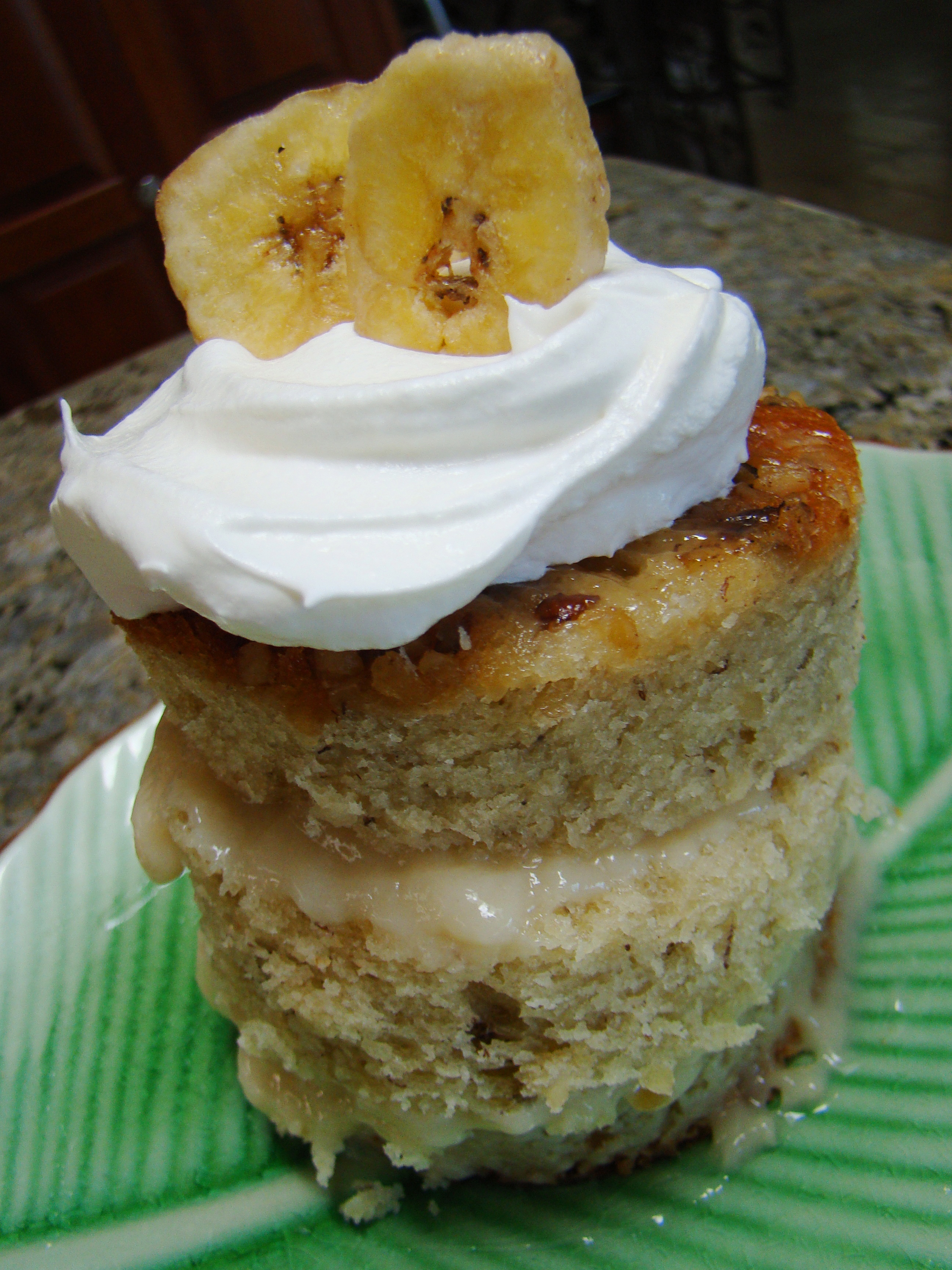
바나나 컵케이크

바나나 케이크(banana cake)는 밀가루, 바나나, 달걀, 설탕, 버터 등을 주재료로 하는 케이크이다. 바나나 케이크는 집에서도 짧은 시간에 간단하게 만들어 먹을 수 있는, 맛과 영양소가 풍부한 요리이다.
요즘은 밀가루가 들어가지 않은 바나나 케이크가 유행이다. 계란과 바나나에 쌀가루나 아몬드 가루를 넣어서 오븐이나 전자레인지에 짧은 시간 동안 구워내는 것으로, 다이어트에 효과적이다.